# Tadeusz Feder
Tadeusz Feder (ur. 10 czerwca 1958 w Strzelcach Krajeńskich, zm. 9 listopada 2011 w Gorzowie Wielkopolskim) – polski samorządowiec. 
Ukończył studia na Wydziale Historycznym Uniwersytetu im. Adama Mickiewicza w Poznaniu.
W latach 1998–2002 był wicestarostą strzelecko-drezdeneckim, a w latach 2005–2006 starostą tego powiatu. W 2006 roku został wybrany burmistrzem Strzelec Krajeńskich. W wyborach 2010 roku uzyskał reelekcję, uzyskując 81,07% głosów. 
Zmarł śmiercią samobójczą. Został pochowany na cmentarzu komunalnym w Strzelcach Krajeńskich.
Był odznaczony Brązową Odznaką „Zasłużony dla Ochrony Przeciwpożarowej”.